# Цао Лей
Цао Лей  (кит.: 曹磊, 24 грудня 1983) — китайська важкоатлетка.

## Виступи на Олімпіадах
| Олімпіада  | Дисципліна | Місце                     |
| ---------- | ---------- | ------------------------- |
| Пекін 2008 | до 75 кг   | ( Золото) дискваліфікація |

У серпні 2015 року розпочалися повторні аналізи на виявлення допінгу зі збережених зразків з Олімпійських ігор у Пекіні 2008 року та Лондоні 2012 року. 
Перевірка зразків Цао Лей з Пекіна 2008 року призвела до позитивного результату на заборонену речовину GHRP-2 та метаболіт (GHRP-2 M2). Рішенням дисциплінарної комісії Міжнародного олімпійського комітету від 12 січня 2017 року в числі інших 8 спортсменів вона була дискваліфікована з Олімпійських ігор в Пекіні 2008 року і позбавлена золотої олімпійської медалі. Чемпіонський титул пекінської Олімпіади у ваговій категорії до 75 кг перейшов до Алли Важеніної, що тоді представляла Казахстан і показала другий результат.